# Ödlesvans
Ödlesvans (Saururus cernuus) är en art i familjen ödlesvansväxter som förekommer naturligt i centrala och östra Nordamerika. Arten odlas som akvarieväxt i Sverige.
Utbredningsområdet sträcker sig över södra och sydöstra USA samt över Ontario och Québec i Kanada. Ödlesvans hittas i låglandet och i kulliga områden upp till 500 meter över havet. Habitatet utgörs av träskmarker och av flodernas strandlinjer.
Arten blommar mellan juni och september och den har vita blommor. Senare utvecklas små gröna frukter. Bladen liknar i formen ett hjärta. Blommorna, bladen och rötterna har en doft som liknar citrus.
För beståndet är inga hot kända. IUCN listar arten som livskraftig (LC).

## Synonymer
Saururus cernuus f. submersus Glück
Saururus lucidus Donn